# Црква Светог Николе у Медвеђи
Црква Светог Николе у Медвеђи, насељеном месту на територији општине Трстеник, припада Епархији крушевачкој Српске православне цркве.
Црква посвећена Светом Николи саграђен је у периоду 1827—1828. године, указом кнеза Милоша Обреновића. Године 1888. аустријски путописац Каниц, описао је цркву медвеђанску са великом шареном звонаром и још лепшом школом. Звонара је у ратовима порушена. Почетком 21. века село је реновирало и обновило стару цркву те са западне стране изградили нову припрату са великим звоником.
У порти храма се налази споменик погинулим ратницима у свим ратовима од 1876. до 1999. године.